# 天音利梛
天音 利梛（あまね りな、1994年6月1日 - ）は、日本の元アイドル、タレント、女優、コスプレーヤー、ストリーマー、ゲーマー。
福岡県出身。Human Academy CREST GAMING ”CREATOR” チーム所属。

## 略歴
- 2017年8月、研修生として「お掃除ユニット東京CLEAR'S SMILE」（以下、スマイル）に所属し、アイドル活動を開始した。2018年3月、正規メンバーに昇格。イメージカラーは黄色。
- 2018年11月、スマイルメンバーは全員CLEAR'Sグループから離脱、新ユニット「KiREI」に参加。2021年現在のイメージカラーはベビーピンク。
- 2019年7月7日、YouTubeでゲーム配信を始める。初回のゲームタイトルは「RED DEAD REDEMPTIONⅡ」。[3]
- 2020年11月より、マルチゲーミングプロチーム「Crest Gaming」所属のストリーマーとして活動中。[4]
- 2021年5月より、「Crest Gaming」初の女性チーム「Crest Gaming Iris」のリーダー的存在として活動。[5]
- 2021年6月5日、渋谷SOUND MUSIUM VISIONにてKiREI天音利梛生誕祭「アマネリクエストⅢ KiREIとファンと祝われし姫君」を開催。
- 2021年9月18日、渋谷AsiaにおけるKiREI全員卒業ワンマンライブにて「KiREI」及びアイドル活動を卒業。
- 2021年10月6日(水)〜10月10日(日)、舞台『さよならの幕明け』に出演。
- 2021年11月17日(水)〜11月21日(日)、舞台『おおばかもの〜メレンゲとわすれもの〜』に出演。
- 2021年11月より、「FINAL FANTASY VII THE FIRST SOLDIER」[6]公式「ファーストソルジャーアンバサダー」に就任。[7]
- 2022年9月30日をもって株式会社ECPを円満に退所し、以後フリーとして活動中。[8]
- 2022年11月10日、EIKOデジタル・クリエイティブ高等学校のeスポーツコース講師に就任。[9]
- 2024年3月25日、eスポフィールドのアンバサダーに就任[10]
- 2024年4月1日、美少女甲子園Vol.17にてグランプリ受賞[11]
- 2025年6月26日、オリジナル曲「好き！好き！わたしのこと」 をリリース。[12]

## 人物
- 妹を溺愛している
- 趣味は映画鑑賞・コスプレ・ゲーム
- YouTubeでゲームの生配信やグッズ開封動画、コスプレによるTiktok配信等を行っている
- 特技はイラスト、般若心経・ホルン・ラテアート
- 嫌いな食べ物は、辛いもの、果物（みかん除く）全般
- 好きな食べ物は、出汁茶漬け、ビーフジャーキーなど
- 星野みおとのユニット「ききらら」は不定期で活動を続けている
- 愛犬（ヨークシャーテリア）の名前「石田さん」は声優石田彰さん演じる美形裏切りキャラのように育ってほしいという願いからつけられた

## 出演

### 舞台
- GRIPPER「鼓ノ音の春[13]」チーム春（2016年2月17日 - 21日、六行会ホール）
- 柚木彩見プロデュース「Dear kir」Oチーム（2016年6月15日 - 19日、新宿・シアターモリエール） - レモン 役
- エアースタジオ「GO!JET!GO!GO!vol.5[14]」Aチーム（2016年7月22日 - 31日、東日本橋・アクアスタジオ） - ミッツ 役
- 東出有貴プロデュース「LAST MESSAGE」（2016年9月7日 - 9日、座高円寺2）
- エアースタジオ「GO!JET!GO!GO!vol.8[15]」Cチーム（2016年10月8日 - 16日、東日本橋・アクアスタジオ） - ナッツ 役
- smimal「匣〜家族と死んだ恋人〜」（2016年11月30日 - 12月4日、高田馬場・プロトシアター） - 裕美 役
- アリスインプロジェクト「イマジカル・マテリアル[16]」星組（2017年3月15日 - 20日、新宿村LIVE） - ゲルブ・リヒト 役[17]
- JMAミュージカル「シンデレラ」Aチーム（2017年9月23日 - 25日、新宿・サンモールスタジオ） - 主演 シンデレラ 役[18]
- 平熱43度「ぶっちぎり乱蔵![19]」（2018年12月5日 - 9日、大塚・萬劇場） - ヒロイン 弥勒ミク 役[20]
- 「さよならの幕開け」（2021年10月6日-10日、中野・テアトルBONBON、演出・脚本：松森モヘー(中野坂上デーモンズ)） - 玉田たまみ 役
- おおばかものシリーズ第５弾「おおばかもの〜メレンゲとわすれもの〜」（2021年11月17日-21日、草月ホール） - 橋本麻里 役

### ラジオ
- レインボータウンFM「esports land Radio（いーらじ）」（2021年7月4日 - ）※2024年3月以降、第5日曜日19時～19時30分

### CV
- 「巨神召喚RPGファンタジースクワッド」（2017年5月 - 2018年12月） - ラポミア 役[21]

### ドラマ
- ドラマ「コンカフェ闇白書」（2022年10月1日～）- まちゃこ役[22]

### その他
- 「グリムノーツ」冬コミ2018 公式コスプレイヤー（2018年12月29日 - 31日） - 赤ずきん 役[23]